# Eïn-Hemed
Eïn-Hemed (עין חמד) est une réserve naturelle et un parc national d'Israël. Il est situé à proximité de la route reliant Jérusalem à Tel-Aviv, à 8 km à l'ouest de Jérusalem. Eïn-Hemed renferme de nombreuses sources d'eau et les vestiges d'un fort de l'époque des croisés.
Eïn-Hemed est baptisé « Aquabella » sous les croisés, lorsque le roi Foulque V d'Anjou aménage le lieu qu'il met sous la responsabilité des Hospitaliers de l'ordre de Saint-Jean de Jérusalem. En 1168, les terres d'Aquabella sont acquises par un duc hongrois et le lieu est alors connu sous sa forme arabisée : « Ikballa ». La population arabe de la région appelait encore le lieu il y a quelque temps « Deïr el-Banat » (« Le monastère de filles »), même si de fait l'endroit n'a abrité qu'un château fort et non un couvent. Le rôle stratégique de ce château est, au modèle de celui de Abou-Gosh, de surveiller les réserves d'eau aménagées sur la route reliant Jaffa à Jérusalem.
Du bâtiment il ne reste aujourd'hui que quelques salles couvertes, des meurtrières, des colonnades et différents ornements décoratifs.
Aux alentours on remarque la présence de chênes, de pistachiers, de caroubiers et d'amandiers. De nombreuses sources d'eau s'écoulent des versants de Eïn-Hemed.
À l'entrée du parc, sur l'élévation se dresse une petite maison isolée, qui servit de base, en 1937 et 1938, à une unité du groupe Etzel.